# 聯邦黨
聯邦黨（英语：Federalist Party），又稱聯邦同盟黨，為美國開國政黨，存在於1789年－1824年。由美國第二任總統約翰·亞當斯和美國首任財政部長亞歷山大·漢彌爾頓所共同成立。
聯邦黨執政時主張增強聯邦政府的權力，反對參與歐洲戰爭。主要的支持者來自新英格蘭和一些南方的富裕農民。其競爭對手為湯瑪斯·傑弗遜領導的民主共和黨，民主共和黨支持與法國結盟、對英國開戰。其後聯邦黨在美、英之間的1812年戰爭後失勢。
1824年大選之後，在前聯邦黨人约翰·昆西·亚当斯的號召下，使丹尼爾·韋伯斯特等大多數倖存的聯邦黨人與亨利·克萊等前民主共和黨人一同籌組國家共和黨。1833年，該黨很快與其他反對民主共和黨後繼者安德鲁·杰克逊的團體合併成立了輝格黨（今共和黨的前身），當時幾乎所有剩下的聯邦黨人都加入了輝格黨；然而，一些前聯邦黨人，如詹姆斯·布坎南、路易斯·麥克萊恩和羅傑·B·托尼，成為了傑克遜式的民主黨人。

## 成立過程
美國第一任總統喬治·華盛頓1789年上任後，任命其前軍事助理亚历山大·汉密尔顿為財政部長。漢彌爾頓在任內提倡建立一個強大而具有財政可信性的聯邦政府，並提出一系列經濟計畫（後世稱為「漢彌爾頓式經濟計畫」），包括由聯邦政府繼承眾多州份在獨立戰爭時欠下的債務，創立國債系統和償還國債的辦法，以及創立國家銀行。這些政策使詹姆斯·麥迪遜（當年與漢彌爾頓並肩作戰且提倡通過美國憲法的政客）與漢彌爾頓倒戈相向，聯同托马斯·杰斐逊反對漢彌爾頓的經濟計畫。
1789年，漢彌爾頓就開始建立一個全國政治聯盟，因為他深深知道他需要在州份政治得到大力的支持，所以他與志同道合的國際主義者建立關係，並利用了財政部的財政探員在大城市裡結合政府的國內盟友，尤其是銀行家和商家。不久，漢彌爾頓就開始在國會利用他的政治影響力，務求令到他的經濟計畫得到通過。最終，漢彌爾頓式經濟計畫的辯論在全國得到強大的迴響，並將一個國會支派搖身一變成為一個全國支派，進而形成聯邦黨。

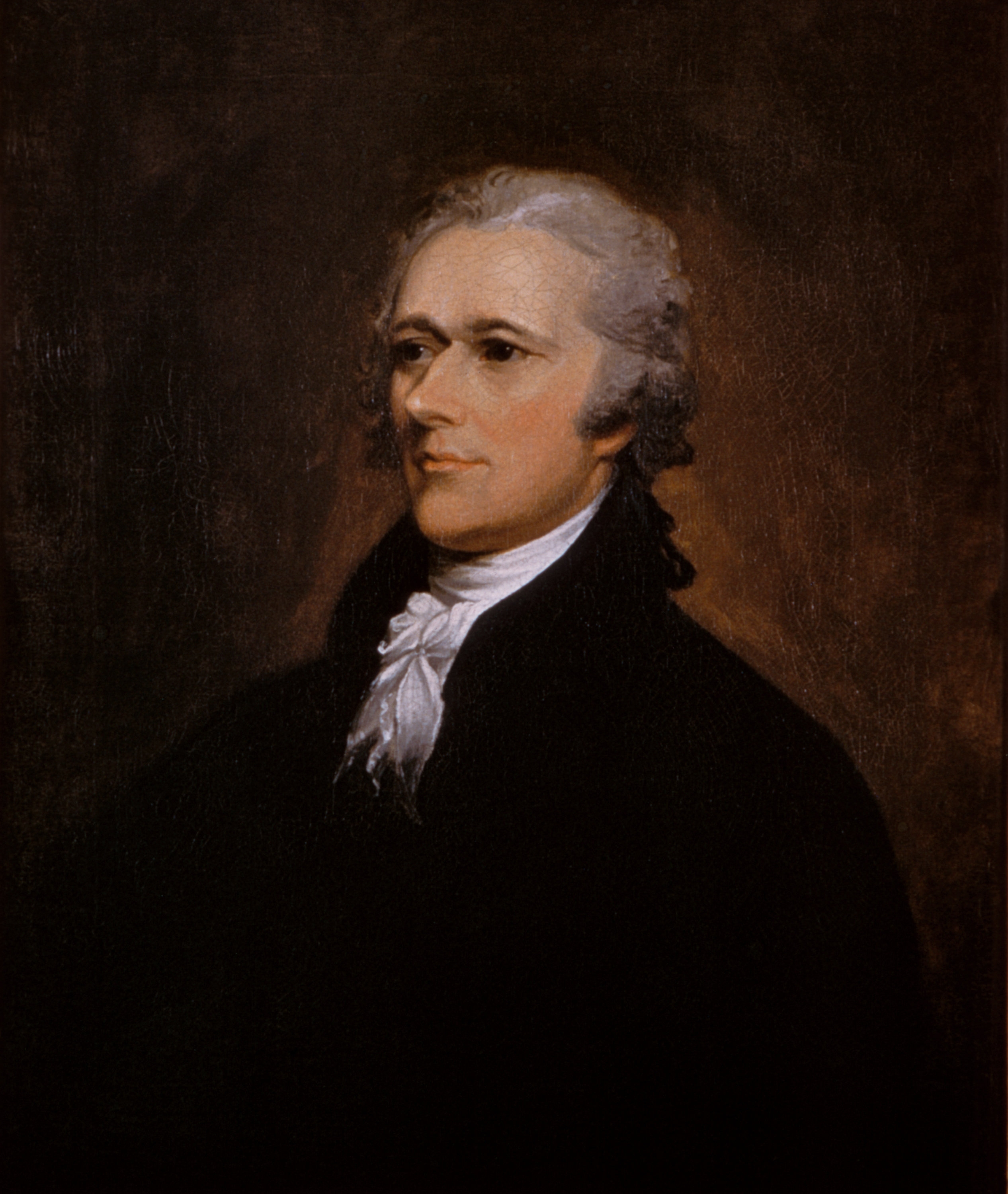
漢密爾頓

1792年美國報紙已經開始把漢彌爾頓的支持者稱為「聯邦黨人」（Federalist），也把漢彌爾頓的反對者稱為「民主黨人」（Democrats）、「共和黨人」（Republicans）、「傑弗遜派」（Jeffersonians，適用於支持傑弗遜的人）和「民主共和黨人」（Democratic-Republicans）；因為法國大革命的關係，「民主黨員」（Democrats）成為一個貶詞。當時聯邦黨深受商人和新英格蘭地區的市民支持，而民主共和黨則受農夫和反對強大聯邦政府、支持維護州權的市民支持。
雖然有個別例子，但因為聯邦黨支持有限度的政教合一，公理會和聖公宗的信徒通常支持聯邦黨，但此政策則受到長老教會和浸信會信徒的反對。
1794年，兩黨已經開始在眾多州份開設分部，而兩黨的政客也開始利用他們的政治委任權來加強他黨的地位。此時，華盛頓嘗試化解他內閣兩位大員（財長漢彌爾頓及國務卿傑弗遜）的紛爭，但未能成功。在1792年美國總統選舉，聯邦黨和民主共和黨在國會的權力分佈幾乎是一樣。其後民主共和黨嘗試在國會通過議案，企圖譴責漢彌爾頓，並打倒華盛頓內閣。最後，漢彌爾頓向國會解釋國家複雜的財政事務，並成功把譴責法案擊敗。聯邦黨在1789年正式成為執政黨，而民主共和黨成為在野黨。

## 约翰·亚当斯任期
1796年美国总统选举，聯邦黨候選人、美國副總統約翰·亞當斯當選，接替華盛頓出任第二任美國總統，民主共和黨候選人傑弗遜則當選副總統（當時還沒發展出政黨政治，選舉人票第二多的候選人出任副總統，此後改由總統、副總統分開選出）。1800年美国总统选举，亞當斯被傑弗遜擊敗而連任失敗，失去政權。

## 沒落
在美國和英國之間發生1812年戰爭後，主張反戰的聯邦黨失勢。

## 评价
聯邦黨是美國的開國政黨之一，但由於當時還没作好政黨政治的準備，使其政治地位很快就走向式微，但仍為日後美國的兩黨制打下了基礎。

## 引用和注释
1. ↑  Viereck, Peter (1956, 2006) Conservative Thinkers from J. New Brunswick, NJ: Transaction Publishers, pp. 87-95.
2. ↑  为了有强大的中央政府，联邦党人支持联邦政府。
3. ↑  psr_manager. . politics.ntu.edu.tw.   [2018-07-12]. （原始内容存档于2018-07-12）.
4. ↑  . Diffen.   [2016-04-13]. （原始内容存档于2019-01-07）.
5. ↑  Hushaw, C. William. . Dubuque, IA: W. C. Brown Book Company. 1964: 32  [2020-11-12]. （原始内容存档于2020-11-29）.
6. ↑  Ornstein, Allan. . Rowman & Littlefield Publishers. 9 March 2007  [2020-11-12]. ISBN 9780742573727. （原始内容存档于2020-08-01） –Google Books.
7. ↑  Larson, Edward J. . 2007: 21  [2020-11-12]. ISBN 9780743293174. （原始内容存档于2021-03-10）. The divisions between Adams and Jefferson were exasperated by the more extreme views expressed by some of their partisans, particularly the High Federalists led by Hamilton on what was becoming known as the political right, and the democratic wing of the Republican Party on the left, associated with New York Governor George Clinton and Pennsylvania legislator Albert Gallatin, among others.
8. ↑  Lynn Parsons. . Oxford University Press. 2009: 164. ISBN 9780199718504.
9. ↑  Chambers, Parties in a New Nation, pp. 39–40.
10. ↑  Robert A. Dahl, "James Madson: Republican or Democrat?". Perspectives on Politics (Volume 3, Issue 03, Sep 2005).  and Dumas Malone, Jefferson, 3:162.